# 貝尼代爾貢
35°46′48″N 0°48′00″E / 35.78000°N 0.80000°E
貝尼代爾貢（阿拉伯语：‎），是阿爾及利亞的城鎮，位於該國西北部埃利贊省，由宰穆拉區負責管轄，面積104平方公里，2008年人口12,364，人口密度每平方公里118人。